# Зубровиця (потік)
Зубровиця (словац. Zubrovica) — річка в Словаччині, права притока Грону, протікає в окрузі Брезно.
Довжина приблизно 6-6.3 км. Витік знаходиться в масиві Низькі Татри (частина Кральовогольські Татри — схил гори Кральова-Голя) на висоті близько 1620—1630 метрів. Протікає територією села Телґарт.
Впадає в Грон на висоті приблизно 840—850 метрів.